# سالواتوره دیلیا
سالواتوره دیلیا (انگلیسی: Salvatore D'Elia؛ زادهٔ ۱۰ فوریهٔ ۱۹۸۹) بازیکن فوتبال اهل ایتالیا است.
از باشگاه‌هایی که در آن بازی کرده‌است می‌توان به باشگاه فوتبال آسکولی، باشگاه فوتبال یوونتوس، باشگاه فوتبال ونتزیا، و باشگاه فوتبال ویچنزا اشاره کرد.
وی همچنین در تیم ملی فوتبال زیر ۲۰ سال ایتالیا بازی کرده‌است.